# Diuqin lechiguanae
Diuqin lechiguanae (arn. "ave de presa de la Lechiguana") es la única especie conocida del género Diuqin, de dinosaurio terópodo dromeosáurido unenlagiino que vivió a finales del período Cretácico, hace aproximadamente entre 86 a 83 millones de años, durante el Santoniense, en lo que es hoy Sudamérica. de la Formación Bajo de la Carpa del datada del Cretácico Superior de Argentina. Es conocido por un húmero y vértebras fragmentarias.

## Descripción
Diuqin era un dromeosáurido relativamente grande comparado con sus relativos, de aproximadamente 4 m de largo, 1 de alto y 80 kg de peso.  Los elementos conservados de Diuqin muestran diferencias morfológicas con respecto a los huesos correspondientes en otros taxones unenlagiinos, como una lámina accesoria en el arco neural vertebral sacro más posterior, agujeros pares distintivos en los arcos neurales sacro más posterior y caudal anterior y un húmero con una cresta deltopectoral distolateral colocado distalmente y varias condiciones que parecen intermedias entre los húmeros de Unenlagia  y Austroraptor, de cuerpo excepcionalmente grande.
Además, el húmero del espécimen tipo Diuqin exhibe dos marcas de dientes cónicos que indican que el cadáver fue alimentado por otro tetrápodo, probablemente un crocodiliforme, mamífero o terópodo, quizás el megaraptórido representado por un diente encontrado en el mismo sitio, o incluso otro individuo unenlagiine, potencialmente miembro de la misma especie.

## Descubrimiento e investigación

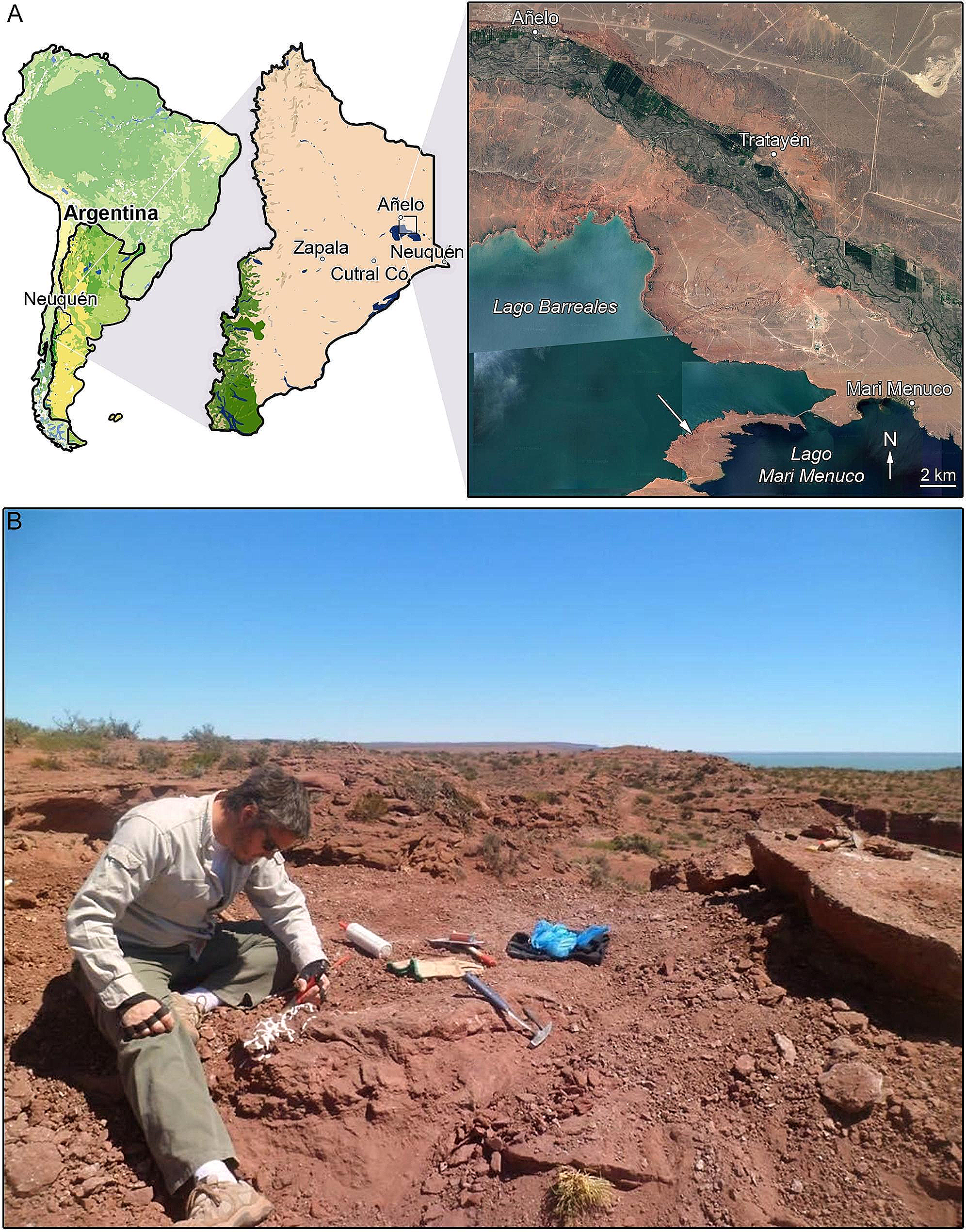
Localidad tipo de Diuqin

El espécimen holotipo de Diuqin, MUCPv 1401, fue descubierto en sedimentos de la Formación Bajo de la Carpa en la provincia de Neuquén en la Patagonia argentina. El espécimen consta de la mayor parte del húmero izquierdo y trozos de una vértebra sacra y caudal, y otros fragmentos posiblemente vertebrales.
Fue descrito como un nuevo género y especie de terópodo unenlagiino en 2024. El nombre genérico, Diuqin, en mapudungun significa "ave de presa". El nombre específico, lechiguanae, hace referencia a Lechiguana, la bruja de la película argentina de 1975 Nazareno Cruz y el lobo.
Diuqin representa el primer unenlagiino descrito de la Formación Bajo de la Carpa. Su descubrimiento ayuda a llenar un vacío de al menos 15 millones de años en el registro fósil de este clado entre Austroraptor de la Formación Allen y taxones como Unenlagia de la Formación Portezuelo.

## Clasificación
Diquin fue puesto en un análisis filogenético y encontrado en una gran politomía de maniraptoriformes. Tuvo que ser podado del análisis para recuperar una mejor resolución en el árbol. Hacer esto sugirió posibles relaciones cercanas con cualquiera de los unenlagiinos probados.

## Paleoambiente

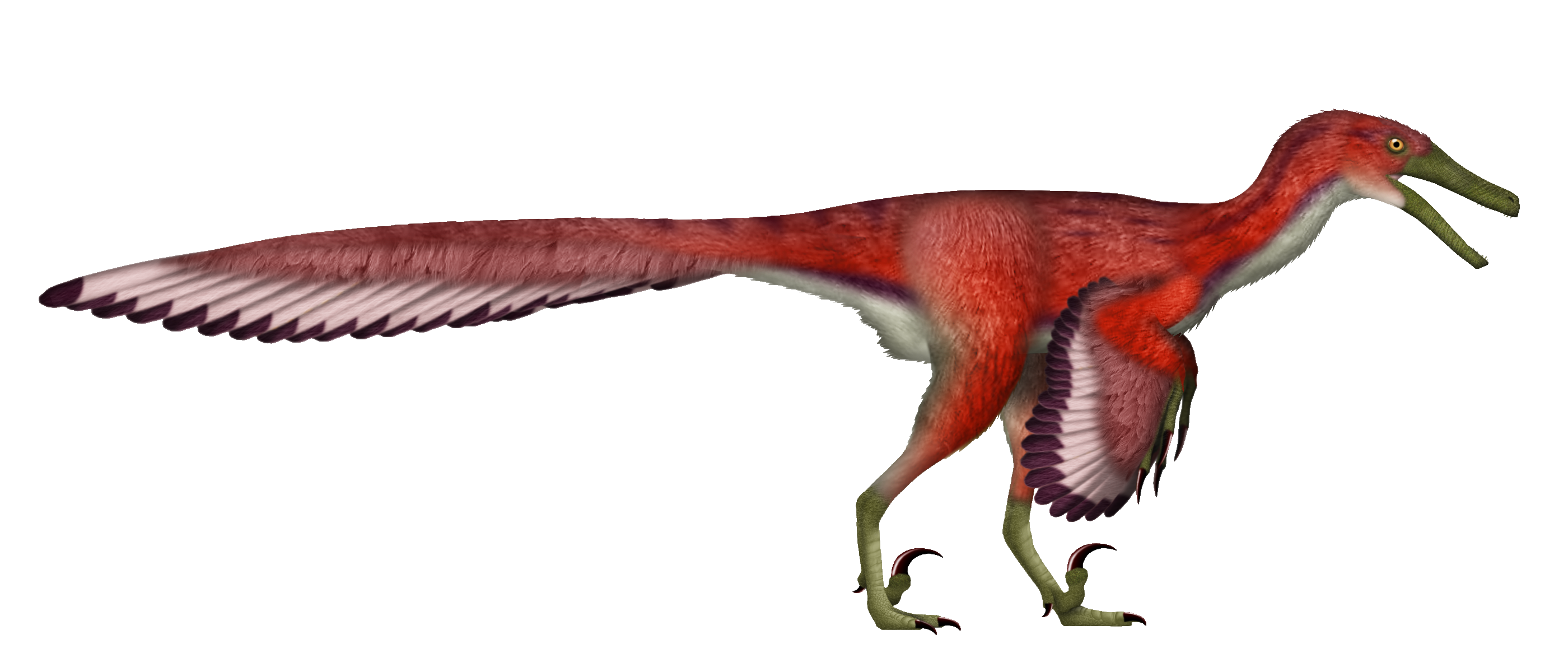
Diuqin lechiguanae

Diuqin se conoce de la Formación Bajo de la Carpa, que data del santoniano del período Cretácico superior. Su ambiente de depósito probablemente fue cálido y semiárido. Se conocen muchos otros dinosaurios de la formación, incluidos varios otros terópodos no aviares (los alvarezsauroides Alvarezsaurus y Achillesaurus, los abelisaurios Velocisaurus, Viavenator y Llukalkan, y el megaraptoranoTratayenia), muchos saurópodos titanosaurios (Bonitasaura, Inawentu, Overosaurus, Rinconsaurus, y Traukutitan), aves (Neuquenornis, Patagopteryx, y algunos huevos y nidos), el ornitópodo Mahuidacursor, y un anquilosaurio indeterminado.  Otros animales incluyen serpientes (Dinilysia), lagartos (Paleochelco), tortugas (Lomalatachelys), crocodiliformes (Comahuesuchus brachybuccalis, Cynodontosuchus, Gasparinisuchus, Kinesuchus, Microsuchus, Neuquensuchus, Notosuchus y Wargosuchus) y pterosaurios indeterminados.